# エックスネット
株式会社エックスネット（英: XNET Corporation）は、東京都新宿区に本社を置くアプリケーションアウトソーシング会社。東京証券取引所スタンダード市場に上場。証券コードは4762。

## 概要
主に機関投資家を対象として、有価証券管理システム「XNETサービス」の提供と業務サポートを行っている。顧客は生命保険会社、損害保険会社、投信会社、投資顧問会社、信託銀行、そのほか各種銀行などの金融機関を中心に、160社を超える。

## 沿革
- 1991年6月 - 吉川征治などにより設立
- 2000年6月 - ナスダック・ジャパンに株式を上場
- 2003年2月 - 東京証券取引所市場第二部に株式を上場
- 2004年3月 - 東京証券取引所市場第一部に株式を上場
- 2009年3月 - NTTデータが株式の51%を取得
- 2022年4月 - 東京証券取引所の市場区分の見直しにより、東京証券取引所市場第一部からスタンダード市場に移行
- 2024年5月 - NTTデータが保有株式の一部を当社に売却し資本提携を解消[5]、改めて業務提携契約を締結[6]。当社はNTTデータグループから離脱した（NTTデータの子会社ではなくなった）[7]。

## 事業所
- 本社 - 東京都新宿区荒木町13番地4 住友不動産四谷ビル4階